# In principio erano le mutande
In principio erano le mutande è un film del 1999 diretto da Anna Negri.
Il soggetto della pellicola di esordio alla regia di Anna Negri, è tratto dall'omonimo romanzo di Rossana Campo.

## Trama
La napoletana Imma vive a Genova, dove assieme all'amica Gina pratica lavori saltuari e disparati. La sua vita affettiva è un disastro, dovendosi accontentare di rapporti occasionali con uomini di poco spessore, finché un giorno non incontra un pompiere di cui si innamora all'istante, arrivando a incendiare casa sua, pur di incontrarlo ancora.

## Produzione
Il film è stato prodotto dalla Mastrofilm con il supporto della Medusa Film, mentre la post-produzione è a opera della ARS IMAGO (di A. Cerquetti). Le scene sono state girate a Genova, Liguria.

## Distribuzione
Il film è stato distribuito in Germania il 14 febbraio 1999 al Festival internazionale del cinema di Berlino; in Italia il 7 maggio; in Svizzera il 26 agosto, e in Argentina il 9 marzo 2001 (al Festival internazionale del cinema di Mar del Plata), con il nome En principio había ropa interior.

### Divieti
La pellicola in Argentina è stata vietata ai minori di 13 anni, mentre in Svizzera ai minori di 12.

## Accoglienza
La pellicola riceve delle recensioni generalmente positive: su IMDb ottiene 6.4 punti su 10, mentre su MYmovies 2.67/5.